# Distrito de Zofingen
Zofingen é um distrito da Suíça, localizado no cantão de Argóvia. Tem 112,09 km² de área e sua população em 2019 foi estimada em 47.969 habitantes. Sua sede é a comuna de Zofingen.

## Comunas
| Brasão       | Comuna       | População (31 de dezembro de 2019) | Área em km2 |
| ------------ | ------------ | ---------------------------------- | ----------- |
| Aarburg      | Aarburg      | 8.376                              | 4.42        |
| Bottenwil    | Bottenwil    | 804                                | 5.1         |
| Brittnau     | Brittnau     | 3.947                              | 13.69       |
| Kirchleerau  | Kirchleerau  | 870                                | 4.36        |
| Kölliken     | Kölliken     | 4.581                              | 8.89        |
| Moosleerau   | Moosleerau   | 899                                | 3.81        |
| Murgenthal   | Murgenthal   | 3.013                              | 18.65       |
| Oftringen    | Oftringen    | 14.101                             | 12.85       |
| Reitnau      | Reitnau      | 1.555                              | 5.81        |
| Rothrist     | Rothrist     | 9.148                              | 11.84       |
| Safenwil     | Safenwil     | 3.924                              | 5.99        |
| Staffelbach  | Staffelbach  | 1.301                              | 8.94        |
| Strengelbach | Strengelbach | 4.870                              | 6.01        |
| Uerkheim     | Uerkheim     | 1.346                              | 7.1         |
| Vordemwald   | Vordemwald   | 1.977                              | 10.13       |
| Wiliberg     | Wiliberg     | 163                                | 1.17        |
| Zofingen     | Zofingen     | 11.861                             | 11.09       |